# (100858) 1998 HB44
(100858) 1998 HB44 es un asteroide perteneciente al cinturón de asteroides, región del sistema solar que se encuentra entre las órbitas de Marte y Júpiter, descubierto el 20 de abril de 1998 por el equipo del Lincoln Near-Earth Asteroid Research desde el Laboratorio Lincoln, Socorro, Nuevo México, Estados Unidos.

## Designación y nombre
Designado provisionalmente como 1998 HB44. 

## Características orbitales
1998 HB44 está situado a una distancia media del Sol de 3,149 ua, pudiendo alejarse hasta 3,528 ua y acercarse hasta 2,771 ua. Su excentricidad es 0,120 y la inclinación orbital 11,65 grados. Emplea 2041,82 días en completar una órbita alrededor del Sol.

## Características físicas
La magnitud absoluta de 1998 HB44 es 14,6. Tiene 7,515 km de diámetro y su albedo se estima en 0,06. 